# Valmy Féaux
Valmy Féaux (Nil-Saint-Vincent-Saint-Martin, 19 februari 1933) was een Belgisch politicus voor de PS en provinciegouverneur.

## Levensloop
Féaux behaalde in 1956 het diploma van licentiaat in de sociale wetenschappen aan de ULB. Van 1958 tot 1966 werkte hij er als assistent en als onderzoeker voor het Nationaal Centrum voor Arbeidssociologie en het Instituut voor Sociologie. Aan de ULB publiceerde hij meerdere werken, waaronder een studie over de stakingen tegen de Eenheidswet. In dezelfde periode schreef hij tevens voor de periodiek Socialisme, waar hij onder meer een lang artikel publiceerde gewijd aan de culturele ongelijkheid van arbeiders.
Als lid van de Socialistische Jonge Wacht, militant van de Mouvement populaire wallon en secretaris-opbouwwerker van de regionale centrale voor volksonderwijs in Waals-Brabant verzeilde Valmy Féaux in de toenmalige PSB, de latere PS. Voor de partij werd hij in oktober 1964 verkozen tot gemeenteraadslid van Ottignies, waar hij vanaf januari 1989 burgemeester was. Hij bleef actief in de lokale politiek tot in juli 1994.
In 1968 was hij op het kabinet van PSB-vicepremier Joseph-Jean Merlot korte tijd opdrachthouder met de rang adjunct-kabinetschef. Vervolgens was hij van 1968 tot 1972 opdrachthouder op het kabinet van minister van Franse Cultuur Albert Parisis en van 1973 tot 1974 adjunct-kabinetschef van minister Pierre Falize. Nadat de PSB in 1974 in de oppositie belandde, werd Féaux opnieuw onderzoeker in de sociologie aan de ULB, waarbij hij zich vooral concentreerde op permanente vorming en onderwijs voor sociale promotie.
In september 1977 werd Féaux voor het eerst parlementslid. Hij volgde toen Pierre Falize, benoemd tot provinciegouverneur van Namen, op als provinciaal senator voor Brabant. Hij bleef dit tot eind 1981 en was daarna tot in juli 1994 lid van de Kamer van volksvertegenwoordigers voor het arrondissement Nijvel. Door de toen bestaande dubbelmandaten zetelde hij eveneens in de Cultuurraad voor de Franse Cultuurgemeenschap (1977-1980) en de Waalse Gewestraad en de Raad van de Franse Gemeenschap (1980-1994). In de Franse Cultuurraad en de Franse Gemeenschapsraad was hij van 1979 tot 1981 fractievoorzitter voor zijn partij en voorzitter van de commissie Schone Kunsten. Van 1980 tot 1981 vertegenwoordigde hij zijn partij eveneens in de Gewestelijke Economische Raad voor Wallonië.
Toen Guy Spitaels in februari 1981 ontslag nam uit de federale regering om voorzitter van de PS te worden, werd Féaux aangesteld tot minister van Verkeerswezen in de Regering-Martens IV en de Regering-M. Eyskens. Zijn federale ministerschap eindigde in december 1981 en daarna was hij van 1981 tot 1985 minister van Leefmilieu en Plattelandsleven in de Waalse Executieve. In die hoedanigheid liet hij in 1983 het eerste Waalse afvalplan stemmen, alsook het belangrijke decreet over de bescherming van oppervlaktewater.
Na zijn periode als Waals minister maakte de PS tot begin 1988 deel uit van de oppositie. In die periode was hij van 1985 tot 1987 voorzitter van de commissie Permanente Vorming en Jeugd in de Franse Gemeenschapsraad. In februari 1988 kwam de PS opnieuw in de Waalse regering terecht, waarna Féaux van februari tot mei 1988 voorzitter was van de Waalse Gewestraad. In mei 1988 werd de PS ook op federaal niveau opnieuw een regeringspartij en werd Féaux na een aantal herschikkingen aangesteld tot minister-president van de Franse Gemeenschap, hetgeen hij bleef tot in januari 1992. Vanaf januari 1989 was hij tevens bevoegd voor Cultuur en Communicatie.
Na de verkiezingen van 1991 onderhandelde hij met zijn partijgenoten Guy Spitaels en Bernard Anselme met de christendemocratische PSC over de nieuwe regeerakkoorden voor het Waals Gewest en de Franse Gemeenschap, maar kreeg hij geen ministerpost meer. Ook greep Féaux naast de functie van voorzitter van de Waalse Gewestraad. Kort nadien werd hij aangesteld tot voorzitter van het bestendig comité van Waalse federaties en de facto ondervoorzitter van de PS, een functie die hij tot in oktober 1994 zou uitoefenen. Als Kamerlid gooide hij vanaf het einde van zijn minister-presidentschap al zijn gewicht in de strijd om een project te realiseren dat hem na aan het hart lag, de splitsing van de provincie Brabant in een Vlaamse en Waalse provincie en de aanhechting van die Waalse provincie bij het Waals Gewest. Die splitsing werd in september 1992 opgenomen in het Sint-Michielsakkoord en in juli 1994 werd Valmy Féaux door de federale ministerraad voorgedragen als eerste gouverneur van de nog op te richten provincie Waals-Brabant. In afwachting van de officiële splitsing werd hij vanaf 1 augustus 1994 als regeringscommissaris belast met de voorbereiding en organisatie van de toekomstige provincie. Als gevolg hiervan nam Féaux ontslag uit zijn politieke mandaten. Op 1 januari 1995 werd Féaux dan officieel provinciegouverneur van Waals-Brabant. Hij oefende het ambt uit tot in maart 2000, toen hij de leeftijdsgrens van 67 jaar had bereikt. Daarna zetelde hij van januari 2001 tot september 2003 opnieuw als gemeenteraadslid van Ottignies.
In 2003 nam Féaux afscheid van de actieve politiek, al bleef hij wel actief als directeur van het cultureel centrum van Ottignies en als voorzitter van het Festival de Wallonie. Ook publiceerde hij een wetenschappelijke studie over de geschiedenis van Brabant.